# Pierre Hervieu
Pour les articles homonymes, voir Hervieu.
Pierre Hervieu est un homme politique français né le 29 septembre 1809 à Ryes (Calvados) et mort le 1er novembre 1865 à Ryes.

## Biographie
Propriétaire terrien, opposant à la Monarchie de Juillet, il est député du Calvados de 1848 à 1849, siégeant à droite.

## Sources
- « Pierre Hervieu », dans Adolphe Robert et Gaston Cougny, Dictionnaire des parlementaires français, Edgar Bourloton, 1889-1891 [détail de l’édition]